# Polygonatum pubescens
Espèce
Classification APG III (2009)
Polygonatum pubescens est une espèce de plante herbacée monocotylédone. Elle appartient à la famille des Liliaceae selon la classification classique. La classification phylogénétique APG III la place dans la famille des Asparagaceae. Elle est originaire d'Amérique du Nord.
Elle est parfois appelée Sceau de Salomon pubescent.